# Kaarina Goldberg

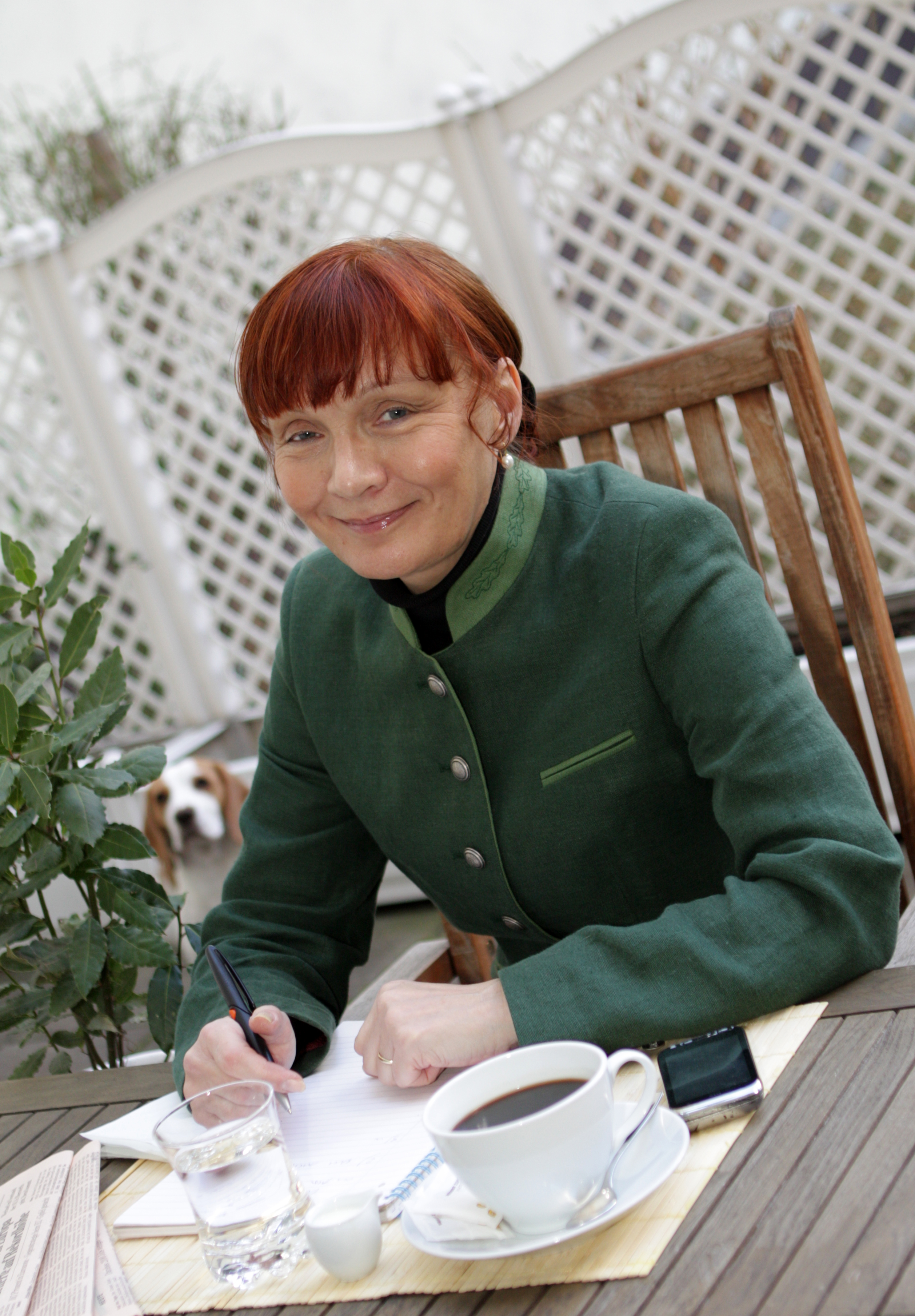
Kaarina Goldberg (2012)

Kaarina Goldberg (* 28. Januar 1956) ist eine in Wien lebende finnische Schriftstellerin und Journalistin.
Bekanntheit in Finnland erlangte sie durch ihre Kinderbücher Petokylän Ilona Ilves und Rämäpäinen robotti sowie durch den Comic-Strip Senni ja Safira, welcher in der Zeitung Eläkeläiset erscheint. Sie ist außerdem Kolumnistin für die finnische Gastronomiezeitschrift Teema Nova.
Im August 2010 wurden ihre Senni ja Safira-Comicstrips vom finnischen Karisto-Verlag – als erste Comic-Publikation in der über 100-jährigen Firmengeschichte überhaupt – als Buch veröffentlicht.

## Leben
Kaarina Goldberg lebt seit 1985 in Österreich, ist verheiratet mit Wolfgang Goldberg und hat zwei Söhne. Ihr jüngerer Sohn, Felix Goldberg (* 1988), ist Autor des Webcomics Everyday Blues; der ältere Sohn, Emil Goldberg (* 1984), ist als Kommunikationsberater tätig.
Sie ist die Tante der ehemaligen finnischen Politikerinnen Irina Krohn und Minerva Krohn. Neben ihrer schriftstellerischen Tätigkeit betreibt sie ein Unternehmen für Sprachdienstleistungen.

## Werke
- Oukki doukki. Karisto, 1985, ISBN 951-23-2249-8.
- Petokylän Ilona Ilves. Karisto, 1987, ISBN 951-23-2437-7.
- Rämäpäinen robotti. Otava, 1995, ISBN 951-1-13480-9.
- Senni ja Safira – Vanhuus ei tule yksin. Karisto, 2010, ISBN 978-951-23-5274-6.
- Senni ja Safira – Kurtturuusut. Karisto, 2011, ISBN 978-951-23-5448-1.
- Senni ja Safira – Teräsmuorit. Karisto, 2012, ISBN 978-951-23-5578-5.

- Rukiista ruokaa – eläkeläisten tarinoita (Illustration). Eläkeläiset ry, 2010, ISBN 978-952-92-6883-2.
- Petra Rechberger: Billy ist anders (mit Illustrationen von Kaarina Goldberg). Bayer Verlag, 2011, ISBN 978-3-902814-68-5.
- Voi vitsi, mikä virus!. BoD, 2018, ISBN 978-9528003700.